# Staustufe Langwedel
Die Staustufe Langwedel ist eine von sieben Staustufen in der Mittelweser, die aus einem Wehr und einem Wasserkraftwerk bestehen. Sie befindet sich in einer Gewässerschleife etwa 30 km flussaufwärts vom Weserkraftwerk Bremen bei Langwedel im niedersächsischen Landkreis Verden. In dem für die Schifffahrt angelegten Schleusenkanal, der einige Flussschleifen abkürzt, liegt die Schleuse Langwedel. Durch die Wehranlage soll für die Schifffahrt in der Mittelweser eine Fahrrinnentiefe von mindestens 2,50 m gewährleistet werden.

## Lage
Die Staustufe Langwedel liegt bei Weserkilometer 329,4 zwischen den Orten Intschede und Daverden. Der Kraftfahrzeugverkehr zwischen den Orten wird höhen- und gewichtsbegrenzt über eine Ampelsteuerung einspurig über das Bauwerk geführt. Auf der Kraftwerksseite befindet sich ein Fischpass auf der anderen Uferseite eine Umtragestelle für Sportboote. Für die Schifffahrt besteht ein kurz vor dem Wehr abzweigender Schleusenkanal mit der Schleuse Langwedel.

## Geschichte
Erste Vorarbeiten zur Staustufe Langwedel wurden im Jahr 1934 aufgrund eines Beschlusses des Reichsministeriums für Verkehr, Arbeit, Landwirtschaft und Ernährung und der preußischen Staatsregierung ausgeführt. Gefördert mit drei Millionen Reichsmark wurden die Grabungen des Schleusenkanals an der Staustufe Langwedel vorangetrieben. Die Staustufe wurde nach dem Zweiten Weltkrieg in den 1950er Jahren zusammen mit weiteren Stauanlagen an der Mittelweser fertig errichtet, um einen möglichst gleichbleibenden Wasserstand halten und so den Fluss für große Schiffe passierbar zu machen. Das Wehr wurde von 1953 bis 1958 errichtet und wird vom Wasserstraßen- und Schifffahrtsamt Verden betrieben.
Zugleich wurde ein Laufwasserkraftwerk mit einer Leistung von 7,2 MW errichtet, das seit 1958 in Betrieb ist. Ursprünglich wurde das Wasserkraftwerk von der Firma PreußenElektra betrieben, die später im E.ON-Konzern aufging. Durch einen Beteiligungstausch mit dem norwegischen Energiekonzern Statkraft ist dieser seit dem 1. Januar 2009 Besitzer und Betreiber des Kraftwerks. Für die Schifffahrt wurden eine Schleuse und ein Kanal angelegt, der den Weg durch den Fluss verkürzt.

## Technik

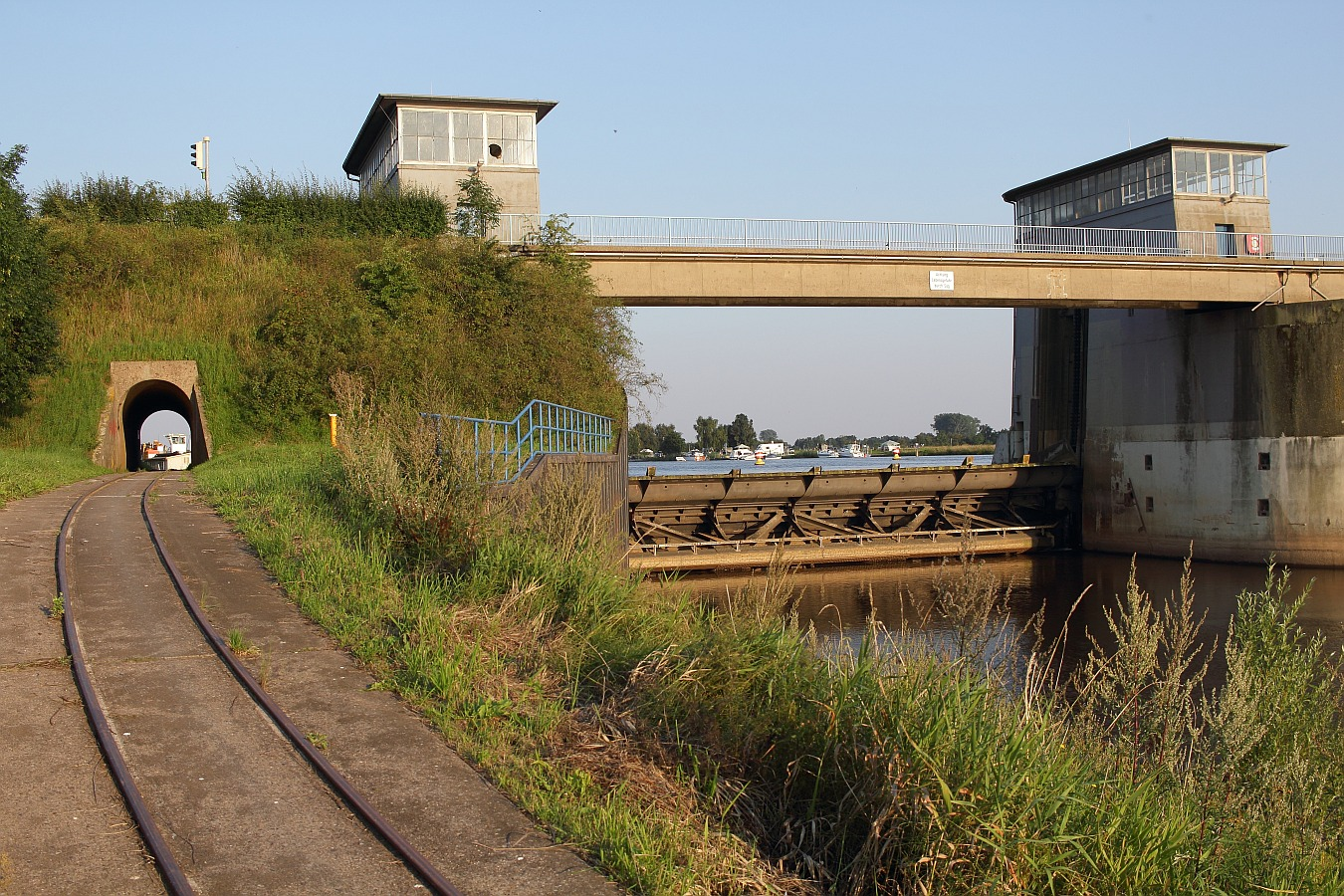
Wehrfeld und Umtragestelle für Sportboote vom Unterwasser gesehen

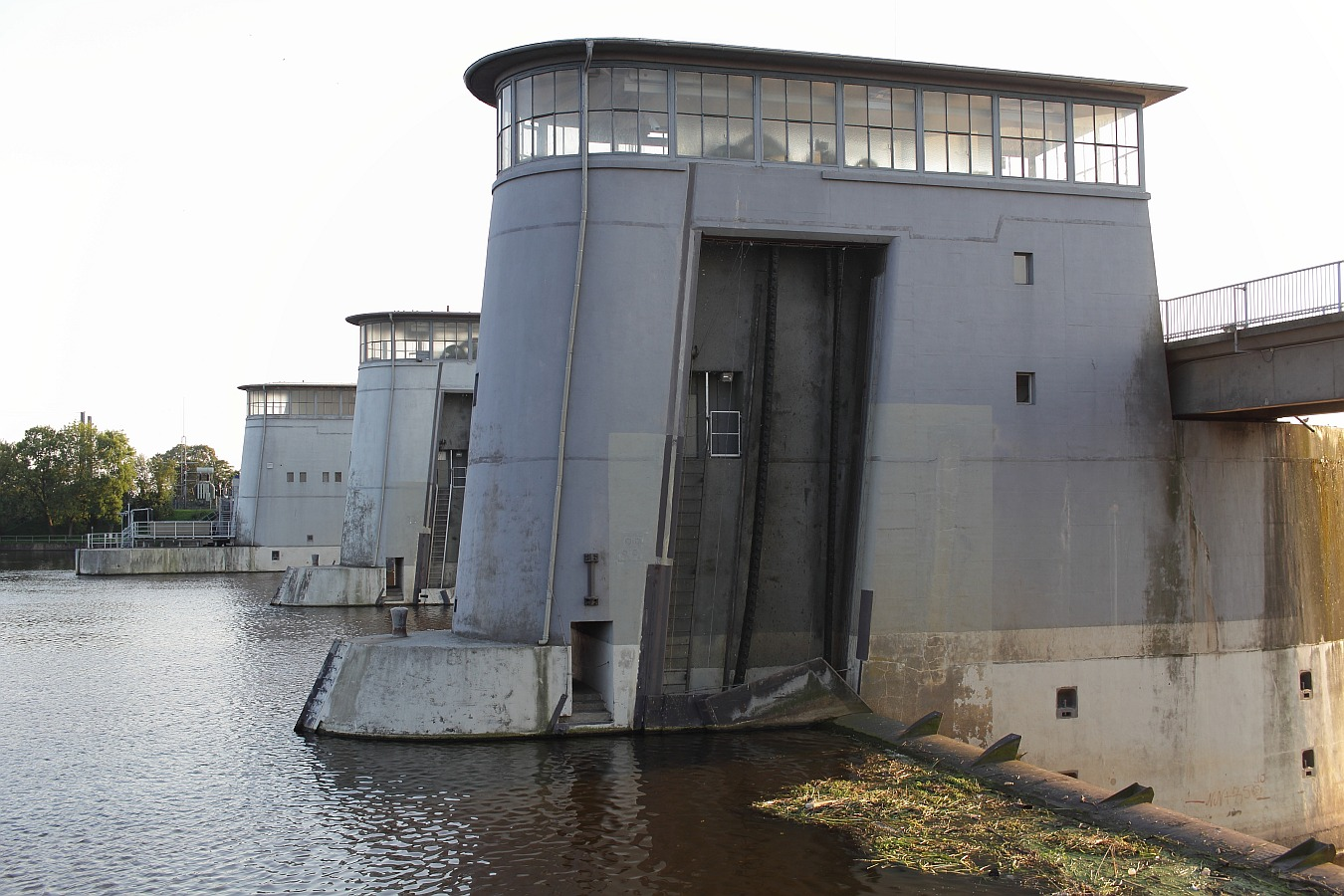
Maschinenturm des Wehrs

Das Wehr der Staustufe Langwedel ist 110 m breit und besteht aus drei Wehrfeldern mit beweglichen Elementen. In jedem der zwischen den Wehrfeldern stehenden Türme sind Motoren untergebracht, die die Wehrkörper steuern. Ein Wehrfeld ist 30, die anderen beiden 40 Meter breit. Die Wehrkörper bestehen jeweils aus einem 160 Tonnen schweren stählernen Dreigurtschütz, das auf- und abwärts gefahren werden kann, um das Wehr zu öffnen oder zu schließen, und einer oben aufliegenden, 8 Tonnen schweren Fischbauchklappe für die schnelle und genaue Regulierung des Oberwasserspiegels auf normalerweise konstant 10,00 m über NN.
Das Wehr erhält zur Steuerung seinen elektrischen Strom vom benachbarten Laufwasserkraftwerk und wird von dort fernbedient. Nur bei Hochwasser übernimmt das Wasser- und Schifffahrtsamt vor Ort die Wasserführung. Bei extrem hohem Wasserstand wird das Dreigurtschütz hochgezogen, um größere Wassermassen durchzulassen. Ein kompletter Schließvorgang des elektrisch gefahrenen Dreigurtschützes dauert etwa 80 Minuten. Es kann im Notfall auch per Hand in 38 Stunden hoch- oder runtergekurbelt werden.
Bei zu niedrigem Sauerstoffgehalt der Weser im Sommer kann die Belüftung erhöht werden, indem im Kraftwerk eine Turbine vom Netz genommen wird und im Wehr eine Fischbauchklappe abgesenkt wird, um den Durchfluss zu erhöhen.

## Kraftwerk
Das Kraftwerk hat vier Kaplan-Turbinen, ist seit 1958 in Betrieb und hat eine Leistung von 7,2 MW. Es lieferte von 1960 bis 1986 jährlich rund 30 Millionen kWh elektrischen Strom, nach Angaben des Betreibers Statkraft beträgt der Mittelwert in den letzten Jahren 41 GWh bei einem Durchfluss durch die Turbinen von 292 m³/s, was einer durchschnittlichen Leistung von 4,7 MW entspricht. Das Gefälle bei mittlerem Wasserstand beträgt etwa 2,20 Meter. Wenn im Frühjahr durch Regenfälle und Schneeschmelze die Wassermenge ansteigt, kann sich das Gefälle so weit verringern, dass keine Energiegewinnung mehr möglich ist. Ab etwa 1000 m³/s ist das Gefälle der Weser praktisch Null und somit liefert das Laufwasserkraftwerk aufgrund seiner Konstruktion keinen elektrischen Strom mehr. Das Kraftwerk in Langwedel wird von einem zentralen Kontrollraum überwacht, der sich im Pumpspeicherwerk Erzhausen befindet.